# Coveiro

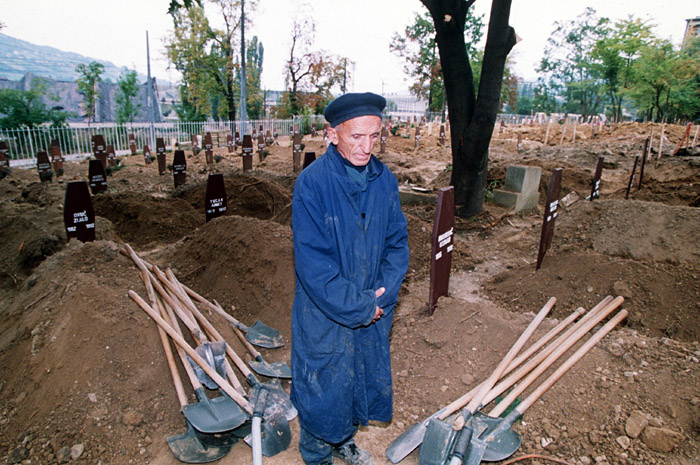
Coveiro com pás, Sarajevo, Bósnia e Herzegovina.

Coveiro é um trabalhador dos cemitérios, responsável - dentre outras atividades - pela preparação das covas e dos túmulos durante um funeral.

## Descrição
Os coveiros utilizam várias ferramentas(pá, enxada, escada e etc.) para realizar sua atividade: um molde, na forma de um quadro de madeira, é frequentemente colocado para a abertura da cova e tendas são utilizadas em dias de chuva. São responsáveis pela abertura (apenas quando forem utilizadas) das covas e sepulturas realizando respectivamente a exumação, a limpeza e sepultamento, não é de competência dos coveiros desempenhar a limpeza e jardinagem do cemitério, esta é uma função do  auxiliar de serviços gerais pesado (ASG) e/ou jardineiro. A profissão não costuma oferecer preparação emocional para os desafios de enterrar as pessoas e costuma ser mal-remunerada.

## Coveiros famosos
- Abraham Lincoln, mais tarde presidente dos Estados Unidos, trabalhou como sexton (um tipo de sacristão que desempenha atividades funerárias) num cemitério religioso no condado de Spencer, no estado de Indiana,
- O músico de blues James "Sonny Ford" Thomas trabalhou como coveiro em sua juventude no Mississípi.[4]
- O também músico de blues John Jackson trabalhou como coveiro Condado de Fairfax , na Virgínia.[5]
- Menciona-se frequentemente que o cantor-compositor britânico Rod Stewart teria trabalhado como coveiro no Cemitério de Highgate, ao norte de Londres.[6] Na verdade, esta é uma lenda urbana, uma vez que Stewart apenas ajudou a marcar as covas e a realizar pequenos trabalhos manuais no cemitério - e apenas por poucas horas. O próprio Rod Stewart reconhece que "o mito popular criado (o qual eu próprio levei adiante) de que fui coveiro. É uma pequena, deliciosa e misteriosa parte de minha história pessoal, mas novamente devemos nos esforçar para desmenti-la."[7]
- O autor britânico Sid Smith trabalhou por pouco tempo como coveiro.[8]
- O ex-jogador da Major League Baseball Richie Hebner ocupou-se fora de temporada como coveiro em um cemitério administrado por seu pai.[9]
- O serial killer britânico Peter Sutcliffe foi coveiro na década de 1960. Durante seu julgamento, Sutcliffe disse ter ouvido vozes ordenando que ele matasse prostitutas. Disse também que as vozes se originavam do túmulo de um polonês, Bronisław Zapolski,[10] e atribuía aquelas vozes a Deus.[11][12]

## Na literatura

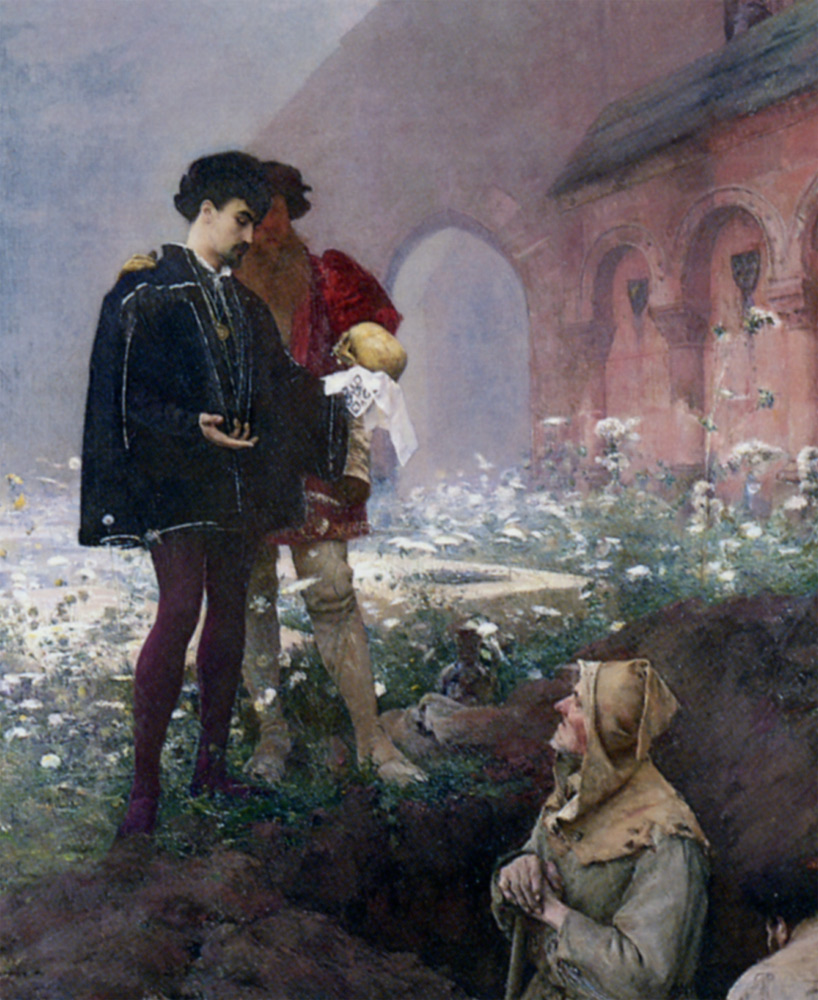
Hamlet e os Coveiros, de Pascal Dagnan-Bouveret.

Um dos romances de Barbara Paul foi intitulado First Gravedigger. O trabalho de coveiro é frequentemente usado como tema na ficção criminal e detetivesca. Gravedigger Jones é um dos dois detetives negros apresentados no conjunto de romances "Harlem cycle", escritos por Chester Himes. Seu parceiro nos romances é Coffin Ed Johnson e a dupla muitas vezes se envolve em confrontos violentos.
Em função seu sua associação com a morte, os coveiros têm aparições notáveis em obras literárias. Talvez a mais famosa seja a do Ato 5, Cena 1 em Hamlet, de Shakespeare, na qual Hamlet e Horatio dialogam com um coveiro que cava a vala de Ofélia. Depois de dialogar com o coveiro, a cena termina com um solilóquio de Hamlet sobre o círculo da vida após a descoberta do crânio de seu querido bobo da corte, Yorick, desencavado pelo coveiro.

## Marxismo
Na terminologia do marxismo, uma classe revolucionária ascendente está destinada a suplantar a classe dominante anterior é frequentemente referida como "coveira" da classe anterior. Assim, o papel histórico da burguesia de "coveira do feudalismo", tendo depois criado uma vasta e explorada classe trabalhadora, destinada a organizar e a promover uma revolução, teria feito com que a burguesia inevitavelmente criasse sua própria "coveira".
Este uso metafórico de  "coveiro", alem de atestado nos escritos de Karl Marx, teve continuidade no mesmo sentido por Lênin, Trotsky e muitos outros líderes e teóricos marxistas.

## Discriminação
Uma várias sociedades no mundo todo, os coveiros sofrem grande discriminação social, frequentemente pertencendo, às classes sociais tidas como mais baixas e tidos como "impuros". Na Índia, tradicionalmente, os coveiros pertencem à casta dos intocáveis. No Japão feudal, abrir covas era uma das profissões "impuras" historicamente atribuídas à classe dos burakumin. Outros exemplos podem ser encontrados no Egito antigo.